# ترنگ (افغانستان)
ترنگ (به لاتین: Tarang) یک منطقهٔ مسکونی در افغانستان است که در ولایت بدخشان واقع شده‌است.